# Danimir Kerin
Danimir Kerin, slovenski kemik in univerzitetni profesor, * 12. julij 1922, Sevnica, † 2007.
Iz kemije je diplomiral leta 1952, leta 1964 pa je promoviral za doktorja kemijskih znanosti na Fakulteti za naravoslovje in tehnologijo Univerze v Ljubljani.  
Dr. Kerin je bil dolgoletni profesor za kemijo in agrokemijo nekdanji Višji agronomski šoli v Mariboru (danes Fakulteta za kmetijstvo) ter na nekdanji Visoki ekonomsko-komercialni šoli v Mariboru (danes Ekonomsko-poslovna fakulteta) za predmeta nauk o blagu in ekotropologija.
Za svoje delo je prejel naziv zaslužnega profesorja Univerze v Mariboru in tudi njeno zlato plaketo.